# Pholoides dorsipapillatus
Pholoides dorsipapillatus är en ringmaskart som först beskrevs av Marenzeller 1893.  I den svenska databasen Dyntaxa används istället namnet Pholoides dorsipapillata. Pholoides dorsipapillatus ingår i släktet Pholoides och familjen Pholoidae. Arten har ej påträffats i Sverige. Inga underarter finns listade i Catalogue of Life.